# Только для сумасшедших
«Только для сумасшедших» (эст. Ainult hulludele ehk halastajaõde) — советский фильм 1990 года студии «Таллинфильм» снятый режиссёром Арво Ихо по сценарию Марины Шептуновой.
В главной роли — Маргарита Терехова. Одна из лучших ролей актрисы: в категории «Лучшая женская роль» фильм получил награды на трёх международных кинофестивалях и одну номинацию (на премию «Ника»).

## Сюжет
Медсестра психиатрической больницы, жалея несчастного юношу, поступившего сюда после попытки суицида из-за импотенции, излечивает его. Однако её милосердие влечёт жёсткие последствия.

Действие фильма не случайно разворачивается в эстонской провинции, где все друг друга знают. Роль общественного мнения, определяющего жизнь людей, очень высока. От медсестры, которая спасает юного самоубийцу от депрессии и импотенции самым древним способом, отворачиваются муж, дочь, соседи, коллеги по больнице.— Арво Ихо, режиссёр фильма

## Реальная основа
Фильм основан на реальной истории, однако произошедшей не в Эстонии, а в России. У автора сценария Марины Шептуновой была такая подруга. Женщина, послужившая прототипом главной героини, тоже была убита. Режиссёр Арво Ихо, перенеся действие на эстонскую почву, всех героев сделал эстонцами, однако главную героиню Риту — оставил русской.

То, что мы сейчас видим, сильно отличается от первоисточника, от сценария. Сам Арво Ихо признавался, что не нашел адекватного решения в кино, картина немного проще сценария. Сценарий же был маленьким шедевром (он, кстати, опубликован в сборнике «Киносценарии» за 1989 г.). И сценарий Марины Шептуновой (сейчас она вообще ушла в церковь) был совершенно гениальный. Я и отстаивала её прекрасный сценарий, поэтому и воевала с режиссёром. — Маргарита Терехова
Режиссерское название фильма «Сестра милосердия». Название «Только для сумасшедших», отсылающее к «Степному волку» Г. Гессе, придумала сценарист М. Шептунова и настаивала на нём.

## В ролях
| Актёр                      | Роль                   |
| -------------------------- | ---------------------- |
| Маргарита Терехова         | Рита, медсестра        |
| Хендрик Тоомпере (старший) | Олав                   |
| Хендрик Тоомпере (младший) | Йохан                  |
| Михкель Смелянский         | тесть Йохана Виктор    |
| Лембит Ульфсак             | муж Риты Андрес        |
| Вия Артмане                | свекровь Риты Зина     |
| Катрин Кохв                | Лейда                  |
| Рейн Мальмстен             | хирург                 |
| Арво Кукумяги              | пациент (нет в титрах) |

## Критика
Фильм задает вопрос: может ли любовь вылечить всё, и если да, то нужно ли быть сумасшедшим, чтобы верить в это? Действие фильма разворачивается в маленьком провинциальном городке, где главная героиня, медсестра городской больницы, пытается найти ответ на главную проблему картины — милосердие.
Оригинальный текст (англ.)Iho asks the question: Can love cure everything and if so, do you have to be insane to believe in it? The setting of the movie is a small, banal town where the leading character, a nurse in the town hospital, tries to find an answer to the picture's main problem - charity.
— Variety International Film Guide, 1994 год

В 1990 году судьба подарила Маргарите Тереховой очередной взлет — она снялась в фильме «Только для сумасшедших», который впервые после «Зеркала» вывел одну из ярчайших актрис отечественного кино на мировой уровень. История медсестры Риты, нетрадиционным способом спасающей самоубийц на сексуальной почве, была сыграна Тереховой с такой убедительностью, что актриса собрала награды за лучшую женскую роль на трех европейских кинофестивалях.— Юлия Анохина - Актриса Тарковского // Искусство кино, №4 , апрель 2013
Отмечается, что образ «святой грешницы» Риты продолжает актрисой линию Сонечки Мармеладовой из романа Ф. М. Достоевского, роль которой Терехова исполняла до этого трижды: ещё студенткой в учебном фильме, затем в спектакле «Петербургские сновидения» в постановке Театра имени Моссовета, и в радиопостановке по роману.
Хотя изначально на роль Риты была взята эстонка Лайне Мяги, режиссёр фильма видел в этой роли только Терехову, мечтая заполучить её в фильм, для чего лично передал ей сценарий:

Для меня смысловым центром фильма являются слова героини о том, что такое грех: «Если я могу помочь человеку и не делаю этого — только это грех. Все остальное — предрассудки». … Известно, что в духовной литературе существует три понятия образа человеческого: лицо, личина, лик. Достичь последнего невероятно сложно, оно под силу только такой гениальной актрисе, как Маргарита Терехова, для которой и была написана эта роль. Я хотел снимать только ее, поскольку видел, как она работала с Тарковским в «Зеркале».— Арво Ихо, режиссёр фильма
Сама актриса, заболев сценарием, участвовала и в его отстаивании перед режиссёром, в подборе актёров, вмешивалась в режиссуру. И высоко ценила этот фильм:

Это один из самых любимых моих фильмов, и он занимает особое место в моей творческой судьбе. — Маргарита Терехова
По словам актрисы, несмотря на все награды, про фильм было опубликовано очень мало хороших статей, и только в газете «Сестринское дело» «написали всё правильно и точно о той истории, которая там представлена», а лучшей наградой стали слова женщин-врачей на показах: «Так всё точно показано! Как мы понимаем вашу героиню! Зрители никогда этого не поймут, а мы, медики, понимаем!».

## Награды[2]
- Приз за лучшую женскую роль МКФ авторских фильмов в Сан-Ремо (Италия, 1991).
- Приз за лучшую женскую роль МКФ северных стран в Руане (Франция, 1992).
- Приз за лучшую женскую роль МКФ нового кино в Брюгге (Бельгия, 1993).
- Гран-при и награда критиков католических фильмов на Международном кинофестивале Мангейм — Гейдельберг, 1992.
- Приз «За лучший фильм» на Кинофестивале в Тольятти.

Две номинации — в категориях «Лучшая женская роль» и «Лучшая работа звукооператора» на кинопремию «Ника» (Россия, 1991).